# Novalaise
Novalaise és un municipi francès situat al departament de la Savoia i a la regió d'Alvèrnia-Roine-Alps. L'any 2007 tenia 1.712 habitants.

## Demografia

### Població
El 2007 la població de fet de Novalaise era de 1.712 persones. Hi havia 665 famílies de les quals 148 eren unipersonals (38 homes vivint sols i 110 dones vivint soles), 229 parelles sense fills, 246 parelles amb fills i 42 famílies monoparentals amb fills.
La població ha evolucionat segons el següent gràfic:
Habitants censats

### Habitatges
El 2007 hi havia 923 habitatges, 676 eren l'habitatge principal de la família, 170 eren segones residències i 77 estaven desocupats. 704 eren cases i 216 eren apartaments. Dels 676 habitatges principals, 485 estaven ocupats pels seus propietaris, 174 estaven llogats i ocupats pels llogaters i 16 estaven cedits a títol gratuït; 4 tenien una cambra, 54 en tenien dues, 95 en tenien tres, 161 en tenien quatre i 361 en tenien cinc o més. 545 habitatges disposaven pel capbaix d'una plaça de pàrquing. A 291 habitatges hi havia un automòbil i a 327 n'hi havia dos o més.

### Piràmide de població
La piràmide de població per edats i sexe el 2009 era:
| Homes | Edats   | Dones |
| ----- | ------- | ----- |
| 0     | 95 o +  | 0     |
| 4     | 90 a 94 | 4     |
| 20    | 85 a 89 | 12    |
| 4     | 80 a 84 | 4     |
| 36    | 75 a 79 | 40    |
| 32    | 70 a 74 | 24    |
| 20    | 65 a 69 | 20    |
| 44    | 60 a 64 | 24    |
| 28    | 55 a 59 | 28    |
| 48    | 50 a 54 | 52    |
| 68    | 45 a 49 | 48    |
| 60    | 40 a 44 | 72    |
| 52    | 35 a 39 | 76    |
| 40    | 30 a 34 | 40    |
| 36    | 25 a 29 | 32    |
| 20    | 20 a 24 | 20    |
| 84    | 15 a 19 | 44    |
| 36    | 10 a 14 | 68    |
| 52    | 5 a 9   | 68    |
| 36    | 0 a 4   | 52    |

## Economia
El 2007 la població en edat de treballar era de 1.088 persones, 817 eren actives i 271 eren inactives. De les 817 persones actives 742 estaven ocupades (393 homes i 349 dones) i 75 estaven aturades (30 homes i 45 dones). De les 271 persones inactives 88 estaven jubilades, 96 estaven estudiant i 87 estaven classificades com a «altres inactius».

### Ingressos
El 2009 a Novalaise hi havia 752 unitats fiscals que integraven 1.904,5 persones, la mediana anual d'ingressos fiscals per persona era de 20.098 €.

### Activitats econòmiques
Dels 116  establiments que hi havia el 2007, 2 eren d'empreses extractives, 3 d'empreses alimentàries, 2 d'empreses de fabricació de material elèctric, 4 d'empreses de fabricació d'altres productes industrials, 21 d'empreses de construcció, 25 d'empreses de comerç i reparació d'automòbils, 7 d'empreses de transport, 12 d'empreses d'hostatgeria i restauració, 2 d'empreses d'informació i comunicació, 2 d'empreses financeres, 3 d'empreses immobiliàries, 9 d'empreses de serveis, 15 d'entitats de l'administració pública i 9 d'empreses classificades com a «altres activitats de serveis».
Dels 35 establiments de servei als particulars que hi havia el 2009, 1 era una oficina de correu, 1 una oficina bancària, 1 funerària, 2 tallers de reparació d'automòbils i de material agrícola, 4 paletes, 4 guixaires pintors, 7 fusteries, 2 lampisteries, 2 electricistes, 3 perruqueries, 1 veterinari, 3 restaurants, 1 agència immobiliària, 1 tintoreria i 2 salons de bellesa.
Dels 14 establiments comercials que hi havia el 2009, 1 era una gran superfície de material de bricolatge, 1 una botiga de menys de 120 m², 2 fleques, 2 carnisseries, 1 una llibreria, 3 botigues de roba, 1 una botiga d'electrodomèstics, 1 una botiga de material esportiu, 1 un drogueria i 1 una floristeria.
L'any 2000 a Novalaise hi havia 20 explotacions agrícoles que ocupaven un total de 416 hectàrees.

## Equipaments sanitaris i escolars
L'únic equipament sanitari que hi havia el 2009 era una farmàcia.
El 2009 hi havia 1 escola maternal i 2 escoles elementals. Novalaise disposava d'un col·legi d'educació secundària amb 294 alumnes.

## Poblacions properes
El següent diagrama mostra les poblacions més properes.